# Byttebøl
Byttebøl (dansk) eller Büttjebüll (tysk) er en landsby beliggende mellem Bordelum og Langhorn i det vestlige Sydslesvig. Med under Byttebøl regnes Byttebøllund / Lund (Büttjebüllund) og Byttebølmark (Büttjebüllfeld). Administrativt hører landsbyen under Bordelum Kommune i Nordfrislands kreds i den nordtyske delstat Slesvig-Holsten. I kirkelig henseende hører Byttebøl under Bordelum Sogn. Sognet lå i Nørre Gøs Herred (Bredsted Amt), da området tilhørte Danmark.
Byttebøl er første gang nævnt 1462. Forleddet refererer til personnavnet Budiko, efterleddet er -bøl. Nærliggende Bebyggelser er Adebøl i nord, Sterdebøl samt Ebøl i syd. I øst strækker sig natur- og hedeområderne omkring Stolbjerg og Bordelumhede og Langhornhede.